# Pardosa mysorensis
Pardosa mysorensis là một loài nhện trong họ Lycosidae.
Loài này thuộc chi Pardosa. Pardosa mysorensis được Benoy Krishna Tikader & Mukerji miêu tả năm 1971.